# Congrés Internacional de Matemàtics de 1932
El Congrés Internacional de Matemàtics de 1932 va ser el novè Congrés Internacional de Matemàtics celebrat a Zúric, Suïssa, del 5 de setembre al 12 de setembre de 1932.

## Fons
La principal dificultat que van tenir els organitzadors per al Congrés va ser la crisi financera mundial després de la depressió de 1929. Durant aquest Congrés, es va iniciar un procés d'unificació dels matemàtics de tot el món.

## Aspectes científics
Hi havia 22 conferències plenàries previstes, però G.H. Hardy no va lliurar el seu tot i estar al Congrés. John Charles Fields va morir un mes abans del Congrés, però es va informar que va donar una contribució econòmica per al Medalles Fields.
Emmy Noether va ser una de les poques dones matemàtiques que van assistir al Congrés. La seva xerrada es va titular Hyperkomplexe Systeme in ihren Beziehungen zur kommutativen Algebra und zur Zahlentheorie i es va pronunciar el 7 de setembre de 1932 d'11 a 12 del matí.